# Косолап, Артём Михайлович
Артём Михайлович Косолап (род. 24 февраля 1984, Архангельск) — российский хоккеист, защитник.
Воспитанник архангельского «Спартака». Недолгую карьеру провёл в первой половине 2000-х в петербургских командах «СКА-2» (2000/01 — 2003/04, первая лига) и «Спартак» (2004/05, высшая лига).
Единственный матч в Суперлиге в составе СКА провёл 9 декабря 2000 года, когда основной состав улетел в США на матчи со студенческими клубами, и в гостевом матче с новокузнецким «Металлургом» (0:13) вышли дублёры.